# War Wind
War Wind est un jeu vidéo de stratégie en temps réel (STR) développé par DreamForge Intertainment et publié sur PC par Strategic Simulations en 1996 aux États-Unis. Le jeu se déroule dans un univers de science-fiction dans lequel quatre races aliens se battent pour le contrôle d’une planète. Le joueur peut ainsi choisir son camp parmi quatre factions distinctes, chacune d’elles ayant ses forces et ses faiblesses. Le jeu fut plutôt bientôt reçu par la presse spécialisée qui le compare régulièrement à Warcraft II dont il reprend le système de jeu tout en y apportant suffisamment d’innovations pour le rendre original et intéressant. 
Le jeu bénéficie d'une suite, baptisée War Wind II: Human Onslaught et publié par Strategic Simulationsen 1997. Celle reprend les principes du jeu original en y apportant quelques nouveautées. Deux nouvelles ressources et deux factions d’humains font ainsi leur apparition, les quatre races du jeu original s’étant regroupées en deux factions distinctes.

## Trame
Le jeu se déroule dans un univers de science-fiction, sur un monde appelé Yavaun secoué par l’affrontement entre quatre races d’extraterrestres qui luttent pour dominer la planète. Après plusieurs milliers d’années de domination, les Tha'roon perdent en effet peu à peu le contrôle sur leur empire malgré leur maitrise de la technologie. Ils doivent en effet faire face à une révolte de leurs esclaves, les Eaggra, une espèce végétale. Pour mater la révolte, ils s’appuient sur race de guerrier, les Obblinox, mais leurs méthodes de plus en plus brutales les poussent eux-aussi à se rebeller. La quatrième espèce de la planète, les mystérieux et transcendant Shama'li, se tiennent initialement à l’écart du conflit mais l’attitude des Tha'roon les poussent finalement à intervenir. Les quatre campagnes du jeu reflètent les préoccupations des quatre races : les Tha'roon tentent ainsi de regagner le contrôle de leur empire, les Eaggra d’obtenir leur liberté, les Obblinox de fonder leur propre empire et les Shama'li de mettre fin à la guerre.

## Système de jeu
War Wind est un de jeu de stratégie en temps réel dans la lignée de Warcraft II, qui incorpore cependant de nombreuses évolutions par rapport à ce dernier. Le jeu propose ainsi plus de factions différentes, une large variété d’unités qui diffèrent d’une race à l’autre, des sortilèges plus intéressants et des champs de bataille plus grands.  Les quatre factions du jeu – les  Tha'roon, les Obblinox, les Eaggra et les Shama'li – ont ainsi chacune leurs forces et leurs faiblesses,. Le principe de base du jeu reste cependant inchangé, le joueur devant toujours collecter des ressources, construire sa base et combattre ses adversaires à l’aide de différentes unités. Par rapport à Warcraft II, plusieurs aspects du système de jeu sont par contre modifiés. Le jeu ne propose en ainsi qu’une unique ressource, qui est collecté dans les forêts et les cristaux. Le mécanisme de production d’unités change également, les guerriers et ouvriers étant produit à partir d’ouvrier basiques, et non dans des bâtiments. Les combats navals et aériens sont absents du jeu, même s’il inclut des navires de transports. Les mécanismes de combat sont en revanche plus complexes et ne se limitent pas à une séparation entre unités de corps à corps et unité de tir. Les unités de War Wind sont en effet caractérisé dans différents types de combats, et certaines disposent de capacité de camouflage ou de déguisement. Elles peuvent de plus se spécialiser dans trois domaines de compétence – la technologie, la guerre ou la magie – le joueur devant pour cela l'affecter au centre de recherche correspondant. La spécialisation technologique permet notamment de mettre au point des véhicules et des améliorations permettant d’augmenter la force, le camouflage ou la vitesse des unités,. De leur côté, les spécialisations militaire et magique permettant de former des guerriers et des magiciens. Enfin, le brouillard de guerre est géré de manière différente, le joueur pouvant voir le terrain des zones non-explorées, qui sont grisées plutôt que complètement invisible. 
Quatre campagnes, correspondant chacune a l'une des factions, sont disponibles dans le jeu. Celles-ci sont composées de sept missions qui relatent les événements du conflit et reflètent les préoccupations des quatre races : les Tha'roon tentent ainsi de regagner le contrôle de leur empire, les Eaggra d’obtenir leur liberté, les Obblinox de fonder leur propre empire et les Shama'li de mettre fin à la guerre. Chaque mission est précédée d'un briefing décrivant les objectifs à accomplir et détaillant le scénario du jeu. La principale originalité du mode campagne réside dans la possibilité de conserver huit unités de scénario en scénario. Le jeu dispose également d'un mode multijoueur qui permet à jusqu'à quatre joueurs de s'affronter en réseau local ou par Modem.

## Accueil
| War Wind              |      |       |
| Média                 | Pays | Notes |
| Computer Gaming World | US   | 4/5   |
| Cyber Stratège        | FR   | 3/5   |
| GameSpot              | US   | 88 %  |
| Gen4                  | FR   | 4/5   |
| Joystick              | FR   | 80 %  |
| PC Gamer US           | US   | 90 %  |
| PC Jeux               | FR   | 85 %  |
| PC Team               | FR   | 91 %  |

À sa sortie, War Wind fait l’objet d’une critique très positive de Martin Cirulis dans le magazine Computer Gaming World qui le compare plutôt favorablement à Warcraft II. Il estime en effet qu’il est « plus qu’un simple clone » de ce dernier, dont il réinterprète les principes de manière à proposer un jeu « original et intéressant ». Il salue d’abord la « richesse » de sa trame, qui décrit les relations complexes entre les quatre factions du jeu et leur monde avec niveau de détail « digne d’un jeu de rôle », et son scénario qui évite les écueils habituels de la science-fiction. Concernant son système de jeu, il met d’abord en avant les améliorations qu’il par rapport à celui de Warcraft II, comme ses cartes plus grandes, ses deux factions de plus, sa grande variété d’unités, ses sorts plus intéressant et son système d’amélioration cybernétiques. Il note ensuite que s’il simplifie certains aspects de son modèle, avec une unique ressource et l’absence de combat naval ou aérien, il propose un système de création d’unité « plus réaliste » et un système de combat « plus complexe ». Il salue enfin la bonne durée de vie qu’offre ses campagnes et ses options de personnalisation des unités, ainsi que son mode multijoueur, très bon malgré les difficultés techniques liées aux serveurs du jeu. En conclusion, il juge que « sans être particulièrement original » et malgré quelques défauts, War Wind « possède suffisamment de qualité pour se faire une place dans le genre » avec sa trame riche et originale, ses campagnes uniques, son système de combat réussi, son « excellente » gestion du brouillard de guerre et sa grande variété d’unités. Dans le magazine Cyber Stratège, le journaliste Omar Jeddaoui est moins enthousiaste et juge qu’il est desservi par des « problèmes d’ergonomie et de prise en main ». Il déplore en effet la pénibilité de son système de gestion des unités, la difficulté de différencier les bâtiments et d’identifier les unités et la faiblesse de son intelligence artificielle, qui oblige le joueur à constamment s’occuper de ses ouvriers ou de ses unités. Bien qu’il lui attribue plusieurs qualités, dont sa trame exotique, son excellente présentation, ses quatre factions et ses unités furtives, il estime ainsi qu’il « reste inférieur à son modèle », Warcraft II, du fait de son manque d’innovation et de ses problèmes d’ergonomie. Thierry Falcoz du magazine Gen4 déplore lui aussi les lacunes de son interface graphique mais porte néanmoins un regard plus positif sur le jeu, qu’il ne juge pas comparable à Warcraft II. Il souligne d’abord la « richesse » de son univers et salue son atmosphère « singulière », portée par de nombreuses cinématiques et une « ambiance sonore exceptionnelle ». Il met ensuite en avant les points forts de son système de jeu, dont la possibilité de conserver des unités d’une mission à l’autre, la diversité des unités disponibles et la gestion de leurs améliorations. En conclusion, il juge qu’il se focalise davantage sur la gestion individuelle des unités que Warcraft II et qu’il « offre [ainsi] une dimension stratégique oublié par son modèle », mais juge qu’en contrepartie, il est moins « rapide, incisif et attractif » que ce dernier, et qu’il souffre de plus d’une interface lourde et peu maniable. La critique du journaliste du magazine Joystick est plus mitigée, celui-ci le considérant comme un « clone raté de Warcraft II » n’ayant « pas grand-chose d’enthousiasment » en dehors de ses quatre factions différentes. Il estime en effet que son interface n’est pas pratique, que le jeu est lent, que ses campagnes sont laborieuses et que son intelligence artificielle n’est pas brillante et oblige le joueur à réaliser des actions répétitives qui devrait être effectuées par l’ordinateur. Il ajoute cependant qu’il n’est pas entièrement à jeter du fait de sa grande variété d’unités, de factions, de bâtiments et de sorts, et de quelques originalités, comme la possibilité d’améliorer les troupes avec des implants biomécaniques, avant de conclure qu’il « peut amuser les fans de Warcraft ».

## Postérité
Après avoir développé War Wind, DreamForge Intertainment s’appuie sur son moteur de jeu pour en créer une suite, baptisée War Wind II: Human Onslaught et publiée par Strategic Simulations en 1997 sur PC. Cette suite reprend dans les grandes lignes le système de jeu de son prédécesseur, en y intégrant quelques évolutions. Deux factions d’humains font notamment leur apparition, les quatre races du jeu original s’étant regroupées en deux factions distinctes, et le jeu inclut deux nouvelles ressources.